# Adenophora lamarkii
Adenophora lamarkii är en klockväxtart som beskrevs av Fisch.. Adenophora lamarkii ingår i släktet kragklockor, och familjen klockväxter. Inga underarter finns listade i Catalogue of Life.